# Al Khaleej Club Stadium
Al Khaleej Club Stadium – stadion piłkarski w mieście Saihat, na którym gra tamtejszy klub – Al-Khaleej. Został otwarty w 1996 roku. Mieści 10150 widzów. Jego nawierzchnia jest trawiasta.